# Szakálháza község
Szakálháza község (románul: Comuna Săcălaz) község Temes megyében, Romániában. Központja Szakálháza, beosztott falvai Berekszó, Berekszónémeti.

## Népessége
A 2011-es népszámlálás adatai alapján a község népessége 7204 fő volt.